# Hwlitsum
Die Hwlitsum oder Hwlitsum First Nation ist eine der von der kanadischen Regierung nicht als Indianerstämme anerkannten Gruppen in der  Provinz British Columbia. Sie sind nahe mit den Penelakut verwandt und gehören kulturell zu den Küsten-Salish. Die Hwlitsum führen sich auf die Lamalchi zurück.  

## Geschichte

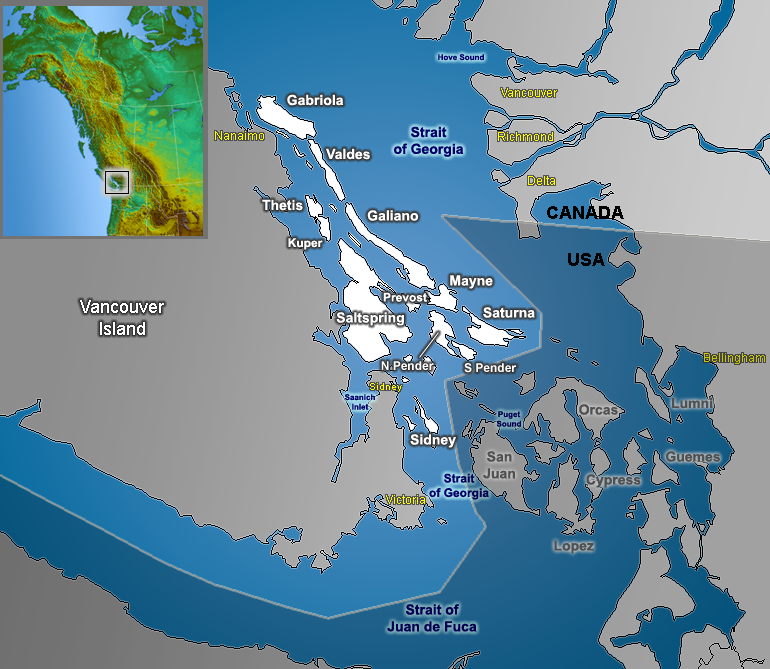
Karte der Gulf Islands

Die Dörfer der Lamalchi lagen am Fraser River, die wichtigsten Dörfer lagen am Hwlitsum (Canoe Pass), auf Lamalchi (Kuper Island), Saltspring Island und Galiano Island. Viele von ihnen leben heute am Fraser River und dem Lake Coquitlam sowie am Pitt Lake. 
Am 20. April 1863 griff das Kanonenboot HMS Forward das Lamalchi-Dorf auf Penelakut Island (damals noch Kuper Island) an. Der Kapitän glaubte dort die Mörder von drei Europäern zu finden, doch die Lamalchi setzten sich erfolgreich zur Wehr und vertrieben das Boot, ein Vorgang, der als Lamalchi affair bekannt wurde. Dieser Niederlage folgte eine der größten Militäroperationen in der Geschichte British Columbias. An ihrem Ende wurden vier Indianer in Victoria hingerichtet, das Land, auf dem das Dorf der Lamalchi gestanden hatte, konfisziert.
In seinem Bericht vom 15. Februar 1877 beschrieb der zuständige Indian Commissioner Malcom Gilbert Sproat seinen Besuch auf Kuper Island. Er zählte 17 Angehörige des „Kivil-la-malth-sa sub-tribe“, also der Lamalchi. Die folgende Pockenepidemie hatten demnach nur drei Männer des Stammes überlebt.
Die Indianerbehörde vereinigte die Penelakut und die wenigen Lamalchi zu einem Stamm. Ab 1894 mussten ihre Kinder die Kuper Island Residential School bei Androhung von Gefängnis- und Geldstrafen gegen die Eltern besuchen, wo sie im Rahmen eines Assimilierungsprozesses ihrer Kultur entfremdet wurden und ihre Sprache nicht mehr gebrauchen durften. 
Doch 1904 und 1912 kam es zwischen den zwangsweise vereinten zu einer Auseinandersetzung, in deren Folge einige Kinder die Tulalip Residential School jenseits der Grenze zu den USA besuchen mussten. Dort waren sie näher bei Verwandten unter den Lummi. 
Die Lamalchi/Hwlitsum band kämpft seit Jahrzehnten um ihre Anerkennung und ist seit Juli 2005 Mitglied der Hul'qumi'num-Gruppe, wenn sie auch immer noch nicht als Stamm im Sinne des Indian Act anerkannt ist. Zu dieser Gruppe gehören die Stämme der Chemainus, Cowichan, Halalt, Lake Cowichan, Lyackson und Penelakut. Zudem befindet es sich im zweiten der sechs Stadien des Vertragsprozesses mit der Provinz, dem sogenannten BC Treaty Process. 
Sie sind von den Restriktionen beim Fischfang nicht nur mit Blick auf ihre Subsistenzwirtschaft betroffen, sondern auch aus kulturellen und gesundheitlichen Gründen.